# 波希米亚人 (歌剧)
《波希米亚人》（La Bohème，義大利語：[ˌla boˈɛm])），又译《艺术家的生涯》《绣花女》，是一部四幕歌剧，贾科莫·普契尼作曲，剧本由路易吉·伊利卡和朱塞佩·贾科萨根据亨利·米尔热的《波希米亚人的生活场景》（1851年）改编而成。故事以1830年前后的巴黎为背景，描绘了一位贫穷的女裁缝咪咪和她的艺术家朋友们的波希米亚式生活。
《波希米亚人》于1896年2月1日在都灵皇家剧院首演，由28岁的阿图罗·托斯卡尼尼指挥。此后，《波希米亚人》成为意大利歌剧标准剧目之一，也是世界上最常上演的歌剧之一。

## 作品背景

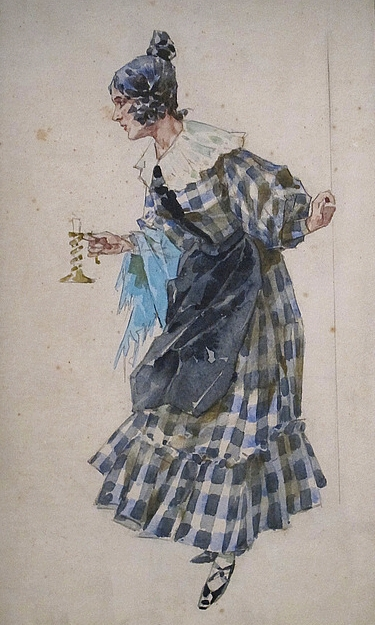
《波希米亚人》首演时第一幕咪咪的服饰

普契尼自米兰音乐学院毕业后，事业尚未起步前过着一种极为贫困的生活，他对于流浪的生活有着切身体验，因而后来他不惜与好友莱翁卡瓦洛反目也要写作《波希米亚人》。1893年，普契尼写作的玛侬莱斯科上演后大获成功，在经济上有所宽裕后，普契尼便开始专心寻找一部能够让他超越前部作品的歌剧脚本，于是他发现了《波希米亚人》。当时，普契尼的好友莱翁卡瓦洛已经开始着手于这个故事的音乐创作，但普契尼则秘密的完成，并抢先发表。为此，莱翁卡瓦洛与普契尼绝交，两位作曲家从此再无交往。
普契尼的作曲风格传承自威尔第，虽然其音乐不及威尔第的那么深刻，但他能以一种独特的、更为细腻的手法来传达音乐中悲剧的成分。《波希米亚人》、《托斯卡》及《蝴蝶夫人》可说是普契尼早期的三部杰作，而其中《波希米亚人》的旋律最为丰富，音乐的戏剧张力最强。歌剧第一幕中的两首咏叹调“你那双冰冷的小手”和“我的名字叫咪咪”最為著名，音乐舒缓温柔，常常作为独唱曲目在音乐会上演出。

## 角色

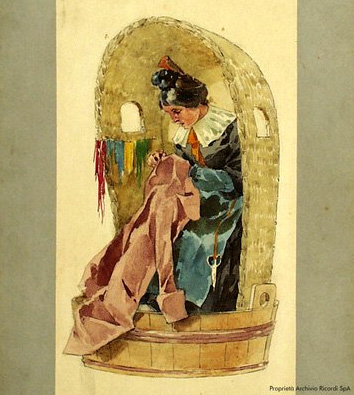
世界首演时第二幕的服饰，为“la rappezzatrice”设计。

| 角色                                                     | 声域   | 1896年2月1日首演 （指挥：托斯卡尼尼） |
| -------------------------------------------------------- | ------ | ------------------------------------- |
| 鲁道夫Rodolfo, 詩人                                      | 男高音 | Evan Gorga                            |
| 咪咪Mimì, 女裁缝                                         | 女高音 | Cesira Ferrani                        |
| 马尔切洛Marcello, 画家                                   | 男中音 | Tieste Wilmant                        |
| 穆塞塔Musetta, 歌唱家                                    | 女高音 | Camilla Pasini                        |
| 舒奥纳Schaunard, 音乐家                                  | 男中音 | Antonio Pini-Corsi                    |
| 柯林Colline, 哲学家                                      | 男低音 | Michele Mazzara                       |
| 班努瓦Benoît, 房东                                       | 男低音 | Alessandro Polonini                   |
| 阿尔契多罗Alcindoro, 国务委员                            | 男低音 | Alessandro Polonini                   |
| Parpignol, 玩具vendor                                    | 男高音 | Dante Zucchi                          |
| 海关关长                                                 | 男低音 | Felice Fogli                          |
| 学生，在职女孩，乡亲，店主，街头小贩，士兵，服务员，儿童 |        |                                       |

## 剧情大纲
1830年代，法国，巴黎拉丁区
第一幕
在四个波希米亚人的阁楼
圣诞夜，巴黎拉丁区（Latin）的一间破旧的公寓阁楼里，诗人鲁道夫（Rodolfo，男高音）和画家马尔切洛（Marcello，男中音）冷得发抖，为了取暖，他们决定烧掉鲁道夫最新的诗稿。抱着一堆旧书，哲学家柯林（Colline，男低音）推门进来，他原想用这些书换点钱却什么都没有卖掉。三个人围在微弱的火炉边取笑自己的境况时，找到一份临时工作的音乐家舒奥纳（Schaunard，男中音）带着食物和木柴回来。他们正要为这意外的好运外出庆祝，房东班努瓦（Benoît，男低音）来收房租，四人嘀咕着想办法把他打发走，便哄班努瓦喝酒，当微醉的班努瓦开始讲自己的艳遇时，四人把他踢出门外。
他们去摩姆斯咖啡馆（Cafe Momus）之前，鲁道夫说自己要写完一篇稿子，其他人便在楼下等他。有人敲门，是他们的女邻居咪咪（Mimì，女高音），她拿着蜡烛来借火，但体弱多病的咪咪由于走楼梯太快而昏倒在鲁道夫的怀中。鲁道夫递给她一小杯酒令她镇静并点亮了她的蜡烛，当她起身离开时又遗失了钥匙，两个人低头寻找的时候，风把他们的蜡烛吹灭。黑暗中，鲁道夫不小心碰到了咪咪的手，于是握住她的手说屋里太黑，可以等月亮出来后再找钥匙，并请她允许自己帮她暖手，接着，他谈起了自己的境况（咏叹调：你那双冰冷的小手(Che gelida manina)）。经鲁道夫的要求，咪咪告诉他自己的身世，说自己孤单的生活，靠绣花为生，盼望春天来临（咏叹调：我的名字叫咪咪(Si, Mi chiamano Mimi)）。这时楼下的伙伴催鲁道夫快点加入他们，鲁道夫打开窗户回应他们，转过头来，看到月光下咪咪苍白的脸，那种如梦般脆弱的美丽令他激动不已，忍不住说出爱慕的话。两个人的心陷入爱情，他们手拉手前去摩姆斯咖啡馆。
第二幕
拉丁區
聖誕夜的大街上十分熱鬧，摩姆斯咖啡館裡坐滿了人，魯道夫向大家介紹咪咪，稱她為自己的詩。幾個人高高興興的叫來了晚餐，忽然門外一陣浪笑，馬爾切洛過去的情人、穿戴華麗的穆塞塔（Musetta，女高音）出現，她挽著一個老頭的手臂，那是有財有勢的阿爾契多羅（Alcindoro，男低音）。為了吸引馬爾切洛的注意，穆塞塔唱起了一支舞曲，稱讚自己的美麗無人能夠抗拒，馬爾切洛又一次被她征服。穆塞塔吩咐阿爾契多羅為她買一雙新鞋，他一離開，穆塞塔就倒進了馬爾切洛的懷中。當阿爾契多羅回來，等待他的是一堆帳單。
第三幕
在收費站
黎明，白色的雪覆蓋大地。咪咪帶著黑色面紗獨自一人來到城外的酒館門前，魯道夫、馬爾切洛與穆塞塔暫時住在這裡。咪咪喚人找來馬爾切洛，她問起魯道夫，說他因為嫉妒而懷疑她，對她冷淡。這時魯道夫也出來了，咪咪趕緊躲在樹叢後，他向馬爾切洛抱怨咪咪跟別的男人眉來眼去，並說咪咪的病很重，而他沒有錢為她治病，所以希望分手，好讓咪咪找一位有能力的情人。聽到自己得了絕症，不久於世，咪咪痛哭起來，魯道夫找到她將她擁抱在懷中，咪咪與他告別（詠歎調：我要回到自己的小窩）。酒店裡傳來穆塞塔與人調情的聲音，馬爾切洛急忙跑進去，兩個人吵起來，惡言相向，最後不歡而散。魯道夫與咪咪卻依依不捨，他們回憶起往昔美好的時光。
第四幕
回到阁楼
春天，拉丁区的公寓，鲁道夫与马尔切洛孤孤单单，他们无法忘记自己的女友。这时，舒奥纳与柯林带着美酒与佳肴回来，四个人嬉笑打闹起来。穆塞塔突然冲进来，她说咪咪为了见情人最后一面而来，但体力不支，昏倒在楼下。鲁道夫赶紧把咪咪抱上来，放在床上，其他人拿着自己值钱的东西出去变卖好换药品。众人离去后，鲁道夫握着咪咪的手，说他们初次见面时的情景，咪咪一时激动，晕过去，鲁道夫惊叫起来。大家回来，穆塞塔为咪咪带上一副皮手笼，咪咪对她微笑，说很暖和。马尔切洛将药交给鲁道夫，柯林问咪咪如何了，穆塞塔回答她睡了，但舒奥纳却惊慌的指出咪咪已经没有呼吸。一时间，房间里一片悲哀，他们流着眼泪呆呆的看着床上面容安详的咪咪。鲁道夫浑身颤抖，他摸索着来到咪咪的身边，抱紧渐渐冰冷的身体，呼唤死者的名字，但再也没有人来回答他了，只有朋友失声痛哭的声音穿越了那颗破碎的心。

## 音樂分析

### 乐器
波希米亚人乐谱包括：
- 木管：2支长笛、短笛、2支双簧管、英国管、2支单簧管、低音单簧管、2支巴松管
- 黄管：4支圆号、3支小号、3支长号、低音长号
- 打击乐：定音鼓、鼓、三角铁、钹、大鼓、木琴、钟琴、风铃
- 弦乐：竖琴、I,II小提琴、中提琴、大提琴、低音大提琴